# Gunnlaugur Halldórsson
Gunnlaugur Halldórsson (Vestmannaeyjar, 1909-Reykjavík, 1986) fue un arquitecto racionalista islandés. 

## Trayectoria
Estudió en la Universidad de Copenhague, donde se tituló en 1933. En sus inicios trabajó como asistente de Sigurður Guðmundsson en algunas de sus obras funcionalistas. Desde entonces fue un ferviente defensor del Movimiento moderno.
En 1940 reformó el Banco Nacional de Islandia, cuya modernidad provocó una fuerte controversia con sectores tradicionalistas. Fue autor también del Banco de la Agricultura en Reykjavík (1943-1948), uno de los primeros ejemplos en la arquitectura islandesa de un concepto moderno del espacio. Otra obra de estos años fue el sanatorio de Reykjalundur (1944-1945).
En los años 1950 realizó varias obras en asociación con Guðmundur Kristinsson: torres de Sólheimar (1957-1959), cine y auditorio de la Universidad de Islandia en Reykjavík (1959-1961).